# Stökiometri
Stökiometri (från grekiskans stoikheion, grundämne, och metrein, mäta) är läran om de mängdförhållanden i vilka kemiska ämnen reagerar med varandra. Beräkningar som tar hänsyn till en reaktions stökiometri behövs till exempel när det är viktigt att veta om en reaktant förbrukas till 100 procent eller att kunna förutspå vilken produkt som kommer att bildas. En viktig del av stökiometrin handlar alltså om att balansera reaktionsformler.
Exempelvis reagerar, vid fullständig förbränning av metan, en metanmolekyl CH4 med två syrgasmolekyler O2 för att ge en koldioxidmolekyl CO2 och två vattenmolekyler H2O:
CH4 + 2 O2 → CO2 + 2 H2O
Om det inte finns tillräckligt med syre, det vill säga två syrgasmolekyler per metanmolekyl, kan fullständig förbränning ej ske, och antingen blir metan kvar eller så bildas andra produkter, som till exempel kolmonoxid CO, enligt en annan reaktion:
2 CH4 +  3 O2 → 2 CO + 4 H2O

## Stökiometrisk tillsats, över- och underskott
När exakt rätt mängd av en reaktant tillsätts för att förbruka en annan reaktant helt, talas om en 'stökiometrisk tillsats'. Tillsats av två syremolekyler per metanmolekyl är alltså stökiometrisk med avseende på fullständig förbränning av metanmängden.
Om för litet eller för mycket har tillsatts av en reaktant så att den inte räcker till för fullständig reaktion eller blir över, talas om 'underskott' respektive 'överskott'.

## Enheter
Då det handlar om förhållanden kan enheter uteslutas, som i exemplen ovan. Men när mängder räknas ut och ev. används för vidare beräkning av massor, volymer, tryck etc., räknar man lämpligen i mängdenheten mol (ca. 6,022·1023 molekyler).

## Icke-stökiometriska föreningar
Termen 'stökiometrisk' används också för att ange att en förening har en kemisk formel som går att skriva med heltal, till exempel natriumklorid NaCl och aluminiumoxid Al2O3.
Det är dock rätt vanligt för en del fasta föreningar att ett av elementen är i över- eller underskott (jämfört med den ideala kemiska formeln) på grund av defekter i kristallstrukturen. Då talar man om 'icke-stökiometri' och om 'icke-stökiometriska föreningar' (ibland 'över-' eller 'understökiometriska föreningar'). I understökiometriska järn(II)oxiden "FeO" finns till exempel alltid ett underskott av järn så att formeln snarare motsvarar någonting mellan Fe0,89O och Fe0,96O än exakt FeO.
Ofta skriver vi ändå den idealiserade kemiska formeln, till exempel FeO, för att ange att ämnet utan defekter skulle ha haft den formeln. När man skall räkna på reaktioner där icke-stökiometriska föreningar är involverade, måste man alltså ta hänsyn till om det är eventuellt över- eller underskott av något av de ingående elementen. Med andra ord: "stökiometri måste ta hänsyn till eventuell icke-stökiometri".